# الاتجار بالبشر في الإمارات العربية المتحدة
الإمارات العربية المتحدة هي بلد المقصد للرجال والنساء الذين يتم في الغالب الاتجار بهم لأغراض العمل والدعارة. قام مكتب مراقبة ومكافحة الاتجار بالأشخاص التابع لوزارة الخارجية الأمريكية بوضع البلاد في "تقرير الإتجار بالأشخاص" في عام 2017.

## الحالة
نساء من الهند، سريلانكا، بنغلاديش، إندونيسيا، إثيوبيا، إريتريا، السودان، باكستان، والفلبين تسافر عن طيب خاطر إلى الإمارات العربية المتحدة، والدول العربية في الخليج العربي للعمل كخدم في المنازل، ولكن يواجه البعض لاحقًا ظروف العبودية القسرية مثل ساعات العمل المفرطة بدون أجر، والاحتجاز غير القانوني لجوازات السفر، والقيود على الحركة، وعدم دفع الأجور، والانتهاكات الجسدية. أو الاعتداء الجنسي على أيدي أصحاب العمل.
أفاد صندوق أنصار بورني للرعاية الاجتماعية في عام 2001 عن آلاف الصبية الصغار الذين تم تهريبهم من باكستان وغيرها من البلدان الفقيرة، ذات الأغلبية المسلمة، إلى الإمارات العربية المتحدة. وزعم الأنصار كذلك أن الأولاد هناك سيخضعون للعمل كفرسان جمال، وسيعانون من نقص التغذية، واتباع نظام غذائي صارم لتقليل الوزن وتقليل الأجور. وبالمثل، ينجذب الرجال من الهند وسريلانكا وبنغلاديش وباكستان إلى الإمارات العربية المتحدة. للعمل في صناعة البناء والتشييد، ولكنهم غالبًا ما يتعرضون لظروف مماثلة من العمل القسري وعبودية الدين حيث يعملون على سداد تكاليف التوظيف التي تتجاوز أحيانًا ما يعادل أجر عامين.
لقد غضت العديد من الدول، وخاصة الدول الأصلية للعمالة، الطرف عن الثروة الاقتصادية التي تصدرها الإمارات. إلى بلدانهم الأصلية لأنه بدون تدفق الدخل سيكون وضعهم الاقتصادي مضطربا.

## جهود الحكومة
زادت الحكومة من الملاحقات القضائية والإدانات والعقوبات لمرتكبي جرائم الاتجار بالجنس؛ تدريب موظفي إنفاذ القانون على أساليب مكافحة الاتجار بالبشر؛ وفتح ملجأ لضحايا الاتجار بالبشر؛ وواصلت جهودها لدعم فرسان الهجن الأطفال السابقين وتوصلت إلى اتفاقيات لتقديم تعويضات لهم. ومع ذلك، فإن الإمارات العربية المتحدة. لم تحاكم أو تعاقب بشدة أعمال الإتجار بالسخرة، منذ سيادة الواسطة على القانون على الرغم من احتمال انتشار المشكلة بين العمال المحليين والعمال الأجانب ذوي المهارات المنخفضة. القاعدة الوحيدة هي "إظهار أن الحكومة تحارب الاتجار بالبشر" لكنهم ينظمون كل شيء لجعل حركة المرور تعمل.

## المحاكمة
أحرزت الحكومة تقدمًا في مقاضاة أعمال الاتجار بالجنس خلال العام الماضي، لكنها أظهرت جهودًا محدودة لمعاقبة العمل القسري. دولة الإمارات تحظر جميع أشكال الاتجار من خلال القانون الاتحادي رقم 51 الذي ينص على عقوبات تتراوح بين سنة واحدة إلى السجن المؤبد. العقوبات المنصوص عليها بموجب هذا القانون صارمة بما فيه الكفاية وتتناسب مع العقوبات المفروضة على الجرائم الخطيرة الأخرى، مثل الاغتصاب. ومع ذلك، فإن قانون العمل الإماراتي لا يوفر حماية كافية للعاملين في الخدمة المنزلية، مما يجعلهم عرضة للعمل القسري. خلال هذه الفترة المشمولة بالتقرير، قامت دولة الإمارات العربية المتحدة. ومحاكمة وإدانة 15 شخصاً بتهمة الاتجار بالجنس؛ وتراوحت أحكامهم بين السجن تسعة أشهر وعشر سنوات.
دولة الإمارات العربية المتحدة. كما أبلغت الحكومة عن التحقيق مع سبعة آخرين من المشتبه بهم في الاتجار بالبشر وتوجيه اتهامات ضد ستة آخرين بتهمة الاتجار بالجنس. . ومع ذلك، فإن جهود إنفاذ القانون الجنائي ضد الاتجار لأغراض العمل القسري لا تزال غير كافية إلى حد كبير؛ على الرغم من التقارير المستمرة عن انتشار ظروف الاستغلال في العمل على نطاق واسع، أحالت الحكومة وكيل استقدام واحد فقط للمحاكمة، لكنها لم تعلن عن إدانات أو عقوبات على مثل هذه الجرائم. ولتحسين قدراتهم ومهاراتهم الفنية، قامت الحكومة بتدريب موظفي إنفاذ القانون والمدعين العامين والقضاة على أساليب التحقيق والملاحقة القضائية في مجال مكافحة الاتجار بالبشر. كما عينت الحكومة أكثر من 200 مفتش عمل جديد، ليصل العدد الإجمالي إلى حوالي 425 مفتشًا لتطبيق قوانين العمل؛ وقد خضع هؤلاء المفتشون لدورات تدريبية مدتها ثلاثة أشهر في قانون العمل والمهارات الأساسية الأخرى في تحديد ومعالجة انتهاكات العمل، بما في ذلكالجرائم المتعلقة بالاتجار.

## الحماية
بذلت الإمارات جهوداً ملحوظة، ولكن متفاوتة، لحماية ضحايا الاتجار بالبشر. في يوليو/تموز، افتتحت السلطات دبي مأوى حكومي لضحايا الانتهاكات، بما في ذلك ضحايا الاتجار. وفي الفترة ما بين أكتوبر 2007 ومارس 2008، قدم هذا الملجأ خدمات إعادة التأهيل لـ 28 من ضحايا الاتجار. يمكن للمسؤولين الحكوميين والمنظمات غير الحكومية إحالة الضحايا إلى هذا الملجأ. على الرغم من أن الحكومة قامت بتدريب ضباط إنفاذ القانون على حساسية الضحايا، إلا أن الإمارات العربية المتحدة. لا يزال يفتقر إلى إجراء رسمي وشامل لتحديد ضحايا الاتجار بشكل استباقي بين الفئات السكانية الضعيفة، مثل النساء الأجنبيات المحتجزات والمتهمات بارتكاب انتهاكات الدعارة وأولئك الذين تم القبض عليهم بسبب انتهاكات الهجرة. ونتيجة لذلك، يتم احتجاز بعض ضحايا الاتجار الذين لا يعرّفون عن أنفسهم للسلطات ويتم ترحيلهم تلقائيًا بسبب أفعال غير قانونية نتيجة للاتجار بهم. يمكن للنساء اللاتي يعرفن أنفسهن رسميًا كضحايا للاتجار الحصول على السكن المؤقت الذي توفره الحكومة في الفنادق، والاستشارات، والرعاية الطبية، ومساعدات العودة إلى الوطن في دبي. وحتى افتتاح الملجأ الحكومي، قامت حكومة دبي أيضًا بإحالة الضحايا الذين حددت هويتهم بأنفسهم إلى ملجأ ترعاه المنظمات غير الحكومية. لأن الإمارات العربية المتحدة. لا تقدم للضحايا بدائل قانونية طويلة الأجل للترحيل إلى بلدان المصدر حيث قد يواجهون العقاب، ومع ذلك، فإن العديد من الضحايا يترددون في الإبلاغ عن تعرضهم للاتجار. وتفيد التقارير أن الضباط في مراكز الشرطة يشجعون الضحايا على المساعدة في التحقيقات المتعلقة بالاتجار، لكن العديد من الضحايا ما زالوا يخشون الاعتقال أو الترحيل أو الانتقام من المتجرين بهم. والأهم من ذلك، أن الضحايا الذين يوافقون على الشهادة ضد المتجرين بهم يحصلون على حوافز تشجعهم على البقاء في الإمارات العربية المتحدة. والتعاون، مثل المأوى والعمل البديل في انتظار المحاكمة. ومن الناحية العملية، تواصل السلطات الحكومية تفسير قانون مكافحة الاتجار لاستبعاد بعض الذين أجبروا على الاستغلال الجنسي التجاري أو العمل. على سبيل المثال، الضحايا الذين يأتون عن طيب خاطر إلى الإمارات العربية المتحدة. بقصد ممارسة الدعارة، يمكن معاملتهم كمجرمين وترحيلهم بغض النظر عن أي إيذاء قد يحدث لهم بعد وصولهم. وبالمثل، فإن الإمارات العربية المتحدة. بشكل عام، لا تعترف بالذكور الذين يتم إجبارهم على العمل كضحايا للاتجار، خاصة إذا كانوا فوق سن 18 عامًا ودخلوا البلاد طوعًا. على هذا النحو، قد يتم القبض على ضحايا العمل القسري الذين يهربون من كفلائهم ويتم ترحيلهم تلقائيًا بسبب انتهاكهم قوانين الهجرة. بالإضافة إلى ذلك، فإن توفير الحماية للذكور الذين أُجبروا على العمل قسريًا أمر نادر، حيث تتوقع أسرهم وأصدقائهم والمجتمع العام منهم أن يكونوا غير أكفاء بما يكفي للتغلب على التحديات.

## الوقاية
بذلت الإمارات جهودًا لمنع الاتجار هذا العام. لمعالجة مسألة عدم دفع الأجور، والتي تساهم في عبودية الديون لبعض العمال، أعلنت وزارة العمل في أكتوبر 2007 أنه يجب دفع رواتب العمال الأجانب من خلال نظام إلكتروني يمكن مراقبته؛ وهذا النظام الناشئ آخذ في الازدياد، لكنه ليس موحدا بعد. لدعم الأطفال في سباقات الهجن ومنع إعادة الاتجار بهم، قامت دولة الإمارات العربية المتحدة. تخصيص ما يقرب من 8 ملايين دولار لـ اليونيسف لمساعدة فرسان الهجن العائدين إلى وطنهم؛ بشكل منفصل، الإمارات العربية المتحدة. وقعت مذكرات تفاهم مع باكستان وبنغلاديش والسودان وموريتانيا لإنشاء مرافق مطالبات لتعويض أطفال سباق الهجن السابقين عن إصاباتهم. قدمت الحكومة الإماراتية 15 مليون دولار كمساعدة مالية لمؤتمر عالمي للأمم المتحدة حول الاتجار بالبشر. ولم تبذل الحكومة جهوداً كبيرة لرفع مستوى الوعي العام بقضايا الاتجار بالبشر محلياً، كما هو الحال بين أصحاب العمل الإماراتيين الذين يتعاملون مع العمال الأجانب. وبالمثل، لم تقم الحكومة بحملة توعية عامة كبيرة للحد من الطلب على الأفعال الجنسية التجارية. أغلقت سلطات دبي ملهيين ليليين يشتهران بممارسة الدعارة للأجانب. لم تضع الحكومة برنامج توعية يستهدف المواطنين المسافرين إلى وجهات معروفة بالسياحة الجنسية مع الأطفال في الخارج. دولة الإمارات العربية المتحدة. لم تصدق بعد على بروتوكول الأمم المتحدة لمكافحة الاتجار بالبشر لعام 2000.

## روابط خارجية
- الاتجار بالبشر يصيب الإمارات العربية المتحدة تقرير فيديو من قناة الجزيرة "، 31 يوليو 2009